# Stazione di Gavignano Sabino
Stazione di Gavignano Sabino vasútállomás Olaszországban, Forano településen.

## Vasútvonalak
Az állomást az alábbi vasútvonalak érintik:
- Firenze–Róma-vasútvonal

## Kapcsolódó állomások
A vasútállomáshoz az alábbi állomások vannak a legközelebb:
- Stazione di Poggio Mirteto (Stazione di Fiumicino Aeroporto, FL1)
- Stazione di Stimigliano (Stazione di Orte, FL1)